# Hayato Hasegawa
Hayato Hasegawa (長谷川 隼 Hasegawa Hayato?), född 14 september 1997 i Kanagawa prefektur, är en japansk fotbollsspelare.
Hasegawa började sin karriär 2020 i Kamatamare Sanuki.